# Мария Беатриче д’Есте
Вижте пояснителната страница за други личности с името Беатриче д'Есте.
Мария Беатриче Ричарда д’Есте (на италиански: Maria Beatrice Ricciarda d’Este; * 7 април 1750, Модена, Херцогство Модена и Реджо; † 14 ноември 1829, Виена, Австрийска империя) е принцеса на Модена и Реджо и чрез брак ерцхерцогиня на Австрия от 1771 г. От 1790 до 1797 и от 1814 до 1829 г. е херцогиня на Маса и княгиня на Карара, херцогиня на Айело и баронеса на Падули. Освен това е господарка на Лаго, Лагитело, Сера и Терати. Тя занася на Хабсбургите наследството от баща си: Херцогство Модена и Реджо, също и наследството от майка си: Херцогство Маса и Княжество Карара и заедно със съпруга си става основателка на линията Австрия-Есте.

## Произход
Тя е единствената дъщеря на Ерколе III д’Есте (*  1727, † 1803), херцог на Модена и Реджо, и съпругата му Мария Тереза Чибо-Маласпина (* 1725, † 1790), херцогиня на Маса и княгиня на Карара, херцогиня на Айело и баронеса на Падули. Има един брат, живял 4 месеца: 
- Риналдо Франческо  (4 януари – 5 май 1753)

Има и един полубрат от извънбрачна връзка на баща ѝ.

## Биография

### Брачни преговори и брак
Дъщеря на родители, които не се разбират, скоро става ясно, че Мария Беатриче няма да има други сестри, което я хвърля в центъра на сложна династична игра подобно на случилото се с майка ѝ преди години. Преговорите за брака ѝ се водят от дядо ѝ Франческо III д’Есте без знанието на баща ѝ, както в предварителните етапи на споразуменията, така и в последващите им изменения: след като се консултира с краля на Англия Джордж II, който обаче отказва, дядо ѝ проучва Виенския двор на Мария Терезия.

Мария Беатриче е наследница на четири херцогства и добра брачна партия. През 1763 г. е сключен брачният ѝ договор със 17-годишния ерцхерцог Фердинанд Карл, 14-и син на Мария Терезия и император Франц Стефан. Сватбата е отпразнувана на 15 октомври 1771 г. в Миланската катедрала: младоженецът поема наследството на съпругата си и длъжността губернатор на Милано, където двойката заживява в течение на години и където се раждат нейните десет деца. На двойката е посветена операта „Лучо Сила“ на 15-годишния Моцарт, която е представена за първи път на 26 декември 1772 г. в Кралско-херцогския театър в Милано. За да се отпразнува сватбата, на 15 октомври е премиерата на Il Ruggiero от Йохан Адолф Хасе, а на 17 октомври – на Ascanio in Alba от Моцарт по либрето на Джузепе Парини.
- Миниатюра на Мария Беатриче като млада
- Мария Беатриче със съпруга си Фердинанд Карл
- Мария Беатриче и ерцхерцог Фердинанд Карл на златен медал от Франц Антон Видман, 1771 г.

С брака си Мария Беатриче става роднина на Мария-Антоанета, кралица на Франция; на Мария-Каролина, кралица на Неапол; на Мария Амалия, херцогиня на Парма; на император Йозеф II и на бъдещия император и велик херцог на Тоскана Леополд II.

### Губернаторка на Милано
Франц III отстъпва губернаторството на Милано на ерцхерцог Фердинанд Карл, когато той се жени за Мария Беатриче. Фердинанд ѝ помага за преструктурирането на Кралския дворец в Милано, започвайки от 1773 г., като по време на работите пребивава в дворец „Клеричи“, който напуска едва през 1778 г., когато работите са завършени. Ерцхерцогът поверява проекта на Джузепе Пиермарини под ръководството на Леополд Полак. След пожара през 1776 г. на Кралско-херцогския театър в Милано (който е до Кралския дворец) Фердинанд насърчава изграждането на Театър „Ла Скала“ (1778) и Миланската опера (Teatro della Cannobiana) (1779 г.), като винаги поверява проектите на Пиермарини. Мария Беатриче му помага в ролята му на щатхаутер на Ломбардия.
През 1777 г. императрица Мария Терезия нарежда изграждането на Кралската вила на Монца като лятна резиденция за ерцхерцогската двойка, заменяйки използваната дотогава Вила „Алари“ в Чернуско сул Навильо. Фердинанд обаче се опитва да наложи властта си над Милано, като създава малък личен двор. През 1772 г. той е назначен за фелдмаршал на Свещената Римска империя, но според инструкциите на майка си той не трябва да се интересува от държавните дела или да смущава работата на австрийските служители, които извършват държавните дела. Следователно работата му е да се посвети единствено на задълженията на представителството, демонстрирайки своя аристократичен ранг.

### Херцогиня на Маса и княгиня на Карара
През 1790 г., след смъртта на майка си Мария Тереза Чибо-Маласпина, Мария Беатриче влиза във владение на Херцогство Маса, Княжество Карара, Синьория Монета и Авенца. 40-годишната жена суверен и ерцхерцогиня на Австрия държи на това да запази държавите на Маласпина отделени от тези на Есте, въпреки че е наясно, че след смъртта ѝ Маса ще стане проста провинция на Херцогство Модена и Реджо като желан излаз на море.
Мария Беатриче е много старателна: тя задава въпроси и твърди, че знае всичко, свързано с нейната държава, и от Виена, където обикновено живее, изпраща решенията си на своя представител граф Пиетро Чекопиери, оставяйки настрана своя съпруг и наследник. Тя например дава точни разпоредби относно възстановяването на Херцогския дворец на Маса, където са живели нейните предци, и за регулиране на отношенията с епископа на Сардзана и с Великото херцогство Тоскана. Относно Пелегрино Роси, министър-председател на Папската държава, Мария Беатриче отговаря на губернатора на Лука, че желае да го затвори и ако той влезе в херцогството ѝ, няма да даде възможност за екстрадиция.
След 7-годишно управление, след революционните и наполеоновите бури, тя остава повече от 15 години далеч от собствените си земи, които Виенският конгрес ѝ връща. Вече несвикнала с личното управление и привикнала на Виенския двор, Мария Беатриче оставя древните държави на Чибо-Маласпина в ръцете на администратори с големи правомощия, докато нейният син Франческо IV Австрийски-Есте, вече на трона на Херцогство Модена и Реджо, чака да я наследи.
Връщайки си херцогството на предците си, Мария Беатриче премахва всичко направено от Елиза Бонапарт, възстановява Статутите и създава благородническа класа около херцогския трон, макар че се опитва да помогне на по-незаможните класи. Що се отнася до икономиката, нейните разпоредби се позовават на реформите от XVIII век и разрешават изграждането на важни обществени работи като коригирането на коритото на река Фриджидо. Политиката ѝ е важна и в социалната и културната област: тя насърчава значими художници и възстановява училищната служба.
Наполеон влиза в Милано през 1796 г. и фамилията трябва да бяга от френската войска. Те отиват в Триест и Брюн. Мария Беатриче с част от децата си се установява във Винер Нойщат, а Фердинанд с най-големите си синове се настанява в двореца Белведере във Виена.
През 1803 г. тя купува къща в центъра на Виена, където се мести цялата фамилия. Ерцхерцог Фердинанд умира на Коледа 1806 г. Нещата ще са по-добри, ако тя може да присъства повече в държавата, вместо да управлява от Виена.
През 1808 г. Мария Беатриче става майка-императрица чрез женитбата на дъщеря ѝ Мария Лудовика за Франц I Австрийски. След свалянето на Наполеон през 1814 г. тя получава отново господството над Маса и Карара. Най-големият ѝ син става като Франц IV херцог на Модена и Реджо.

### Смърт
Херцогинята умира във Виена на 14 ноември 1829 г. на 79-годишна възраст и Херцогство Маса и Княжество Карара е присъединено към Херцогство Модена и Реджо, в което управлява нейният син Франческо IV. Тя е погребана в Капуцинската гробница във Виена до императорските предци на своя съпруг.
Мария Беатриче е последният представител на родовете Чибо-Маласпина, Есте и, чрез майка си (баба ѝ е Ричарда Гонзага) на Гонзага ди Новелара е Баньоло.

## Брак и потомство
∞ 1763 (договор), 15 октомври 1771 в Миланската катедрала за Фердинанд Карл (* 1 юни 1754, Виена; † 24 декември 1806, Виена) от династията Хабсбург-Лотаринги, ерцхерцог на Австрия, генерал-губернатор на Ломбардия. Двамата основават линията Австрия-Есте и имат пет сина и пет дъщери:
- Йозеф Австрийски-Есте (* 1772, Милано † 1772);
- Мария Тереза Австрийска-Есте (* 1 ноември 1773, Милано; † 29 март 1832, Женева), чрез брак кралица на Сардиния-Пиемонт (1802 – 1821); ∞ за Виктор Емануил I (* 24 юли 1759, Торино; † 10 януари 1824; Монкалиери), крал на Сардиния, принц на Пиемонт, херцог на Савоя и на Аоста (1802 – 1821), от когото има шест дъщери и един син.
- Йозефина Австрийска-Есте (* 1775, Милано; † 1777, Милано);
- Мария Леополдина Австрийска-Есте (* 10 декември 1776, Милано; † 23 юни 1848, Васербург на Ин), ерцхерцогиня от Австрия-Есте и чрез брак курфюрстина на Бавария (1795 – 1799) и  графиня на Арк; ∞ 1. август 1795 за Карл Теодор (* 10 декември 1724, дворец „Дрогенбуш“ при Брюксел; † 16 февруари 1799, Мюнхенска резиденция), пфалцграф и курфюрст на Пфалц (от 31 декември 1742 г.), херцог на Юлих и Берг (като Карл IV) и курфюрст на Бавария (като Карл II) (от 1777 г.), от когото няма деца 2. 14 ноември 1804 в Мюнхен за граф Людовик д'Арк, от когото има двама сина и една дъщеря
- Франц IV Австрийски-Есте (* 6 октомври 1779, Милано; † 21 януари 1846, Модена), като Франческо IV – херцог на Модена и Реджо (от 1814 г.), херцог на Маса и княз на Карара (от 1829 г.), ерцхерцог на Австрия-Есте, кралски княз на Унгария и Бохемия; ∞ за племенницата си Мария Беатриче Витория Савойска (* 6 декември 1792, Торино; † 9 септември 1840, замък „Катайо“, Баталя Терме), най-голяма дъщеря на крал Виктор Емануил I и ерцхерцогиня Мария Тереза, от която има двама сина и две дъщери;
- Фердинанд Карл Йозеф Австрийски-Есте (* 25 април 1781, Милано; † 5 ноември 1850, Алтмюнстер), командир на Австрийската армия, неженен
- Максимилиан Йозеф Австрийски-Есте (* 14 юли 1782, Модена; † 1 юни 1863, замък Ебенцвайер, Алтмюнстер), ерцхерцог, артилерийски генерал на Австрийската армия, 56-и Велик магистър на рицарите от Тевтонския орден; неженен
- Мария Антония Австрийска-Есте (* 1784, Милано; † 1786, Милано)
- Карл Амвросий Австрийски-Есте (* 2 ноември 1785, Милано; † 2 септември 1809, Тата, Унгария), ерцхерцог, примас на Унгария
- Мария Лудовика Австрийска-Есте (* 15 декември 1787, Монца; † 7 април 1816, Верона), чрез брак императрица на Австрия; ∞ 6 януари 1808 за своя братовчед Франц II Австрийски (* 12 февруари 1768, Флоренция; † 2 март 1835, Виена), последен император на римляните, 1-ви император на Австрия, крал на Бохемия и крал на Унгария, последен херцог на Милано, от когото няма деца.

## Галерия
- Портрети на децата на Мария Беатриче
- Мария Тереза
- Мария Леополдина
- Франц IV
- Фердинанд Карл Йозеф
- Масимилиан Йозеф
- Карл Амвросий
- Мария Лудовика

- Портрети на Мария Беатриче
- худ. Джовани Батиста Лампи, 1817, Палацо Пити, Флоренция
- худ. Мартин ван Майтенс
- худ. Едуард Ендер (XIX век), по портрет от Адедоато Малатеста
- худ. Франческо Корнелиани